# Galina Leontjeva
Galina Leontjeva, född 6 november 1941 i Lykoshino, död 4 februari 2016 i Sankt Petersburg, var en sovjetisk volleybollspelare.
Leontjeva blev olympisk guldmedaljör i volleyboll vid sommarspelen 1968 i Mexico City.